# Хоментовский, Владислав
Владислав Хоментовский (29 апреля 1829 или 28 марта 1827, Usarzów, Свентокшиское воеводство — 25 мая 1876 или 21 мая 1876, Варшава) — польский писатель
.
В 1846 году (под псевдонимом Владислава Корвина) издал три легенды в стихах: «Poezye w trzech obrazach»; затем помещал свои стихи в разных периодических изданиях. Вышедшие в 1862 году «Legendy polskie» были его последним стихотворным произведением. Он перешёл к историческим повестям, ряд которых начал в 1861 году повестью: «Włàdysław Biały, książe gniewkowski». Получив в 1861 году место библиотекаря соединённых музеев Красинских и Константина Свидзинского, Хоментовский приступил к исследованию исторических рукописных источников и в 1868 году начал издание «Biblioteka Ordynacyi Krasińskich», где напечатал «Acta podkanclerskie Franciszka Krasińskiego z lat 1569 do 1573».
Когда со смертью графа Владислава Красинского иссякли средства для продолжения этого издания, Хоментовский стал издавать «Muzeum Konstantego Swidzinskiego», где опубликовал переписку Яна-Карла Ходкевича (т. I, 1874), и «Materyały do dziejów rolnictwa w Polsce w XVI i XVII wieku» (т. II, 1876). Одновременно с этим он издал по рукописям ещё несколько памятников и обработал «Dzieje teatru polskiego do r. 1750» (Варшава, 1870) и «Stanowisko praktyczne dawnych niewiast» (там же, 1872).